# موقع (بني ضبيان)
موقع هي إحدى قرى عزلة بني ضبيان بمديرية بني ضبيان التابعة لمحافظة صنعاء، بلغ تعداد سكانها 45 نسمة حسب تعداد اليمن لعام 2004.